# Ne dis pas aux copains
Singles de France Gall
Les Rubans et la Fleur
(1964) Mes premières vraies vacances
(1964)
Ne dis pas aux copains est une chanson de France Gall. Elle est initialement parue en 1964 sur l'album France Gall  (communément appelé N'écoute pas les idoles) et sur un EP,.

## Développement et composition
La chanson a été composée par Guy Magenta et écrite par Maurice Tézé. L'enregistrement a été produit par Denis Bourgeois.

## Liste des pistes
EP 7" 45 tours N'écoute pas les idoles /  Les Rubans et la fleur / Ne dis pas aux copains / Si j'étais garçon (1964, Philips 434.874)
A1. N'écoute pas les idoles (1:45)
A2. Ne dis pas aux copains (2:35)
B1. Les Rubans et la Fleur (2:46)
B2. Si j'étais garçon (2:11)

## Classements
N'écoute pas les idoles / Ne dis pas aux copains / Les Rubans et la fleur,,
| Classement (1964)                       | Meilleure position |
| --------------------------------------- | ------------------ |
| Belgique (Wallonie Ultratop 50 Singles) | 14                 |

## Reprises
Les Wampas reprennent régulièrement depuis 1995, la chanson "Ne dis pas aux copains" dans une version Rock 'n' roll.